# Ancones-Sice
Ancones-Sice este o arie protejată (arie specială de conservare — SAC, sit de importanță comunitară — SCI) din Spania întinsă pe o suprafață de 223,3 ha, integral pe uscat.

## Localizare
Centrul sitului Ancones-Sice este situat la coordonatele 28°20′12″N 14°03′59″W / 28.3367°N 14.0663°V.

## Înființare
Situl Ancones-Sice a fost declarat sit de importanță comunitară în octombrie 1999 pentru a proteja 1 specie de plante. Situl a fost protejat și ca arie specială de conservare în ianuarie 2010.

## Biodiversitate
Situată în ecoregiunea , aria protejată conține 1 habitat natural: Tufărișuri termo-mediteraneene și de pre-deșert.
La baza desemnării sitului se află o specie protejată de  plante: Caralluma burchardii.